# Marmapari Kanda
Marmapari Kanda – gaun wikas samiti w zachodniej części Nepalu w strefie Rapti w dystrykcie Salyan. Według nepalskiego spisu powszechnego z 2011 roku liczył on 865 gospodarstw domowych i 4661 mieszkańców (2443 kobiety i 2218 mężczyzn).